# Берёзовый (Архангельская область)
Берёзовый — станция в Котласском районе Архангельской области.

## География
Находится в юго-восточной части Архангельской области на расстоянии приблизительно 35 км на юг-юго-восток по прямой от станции Котлас-Узловой у железнодорожной линии Киров-Котлас.

## История
Спецпоселок «Лесопункт № 23» при железнодорожной станции Берёзовый был организован в начале 1940-х годов для поселения сосланных российских немцев. До 2022 года входил в Черёмушское сельское поселение до его упразднения.

## Население
Численность населения: 12 человек (русские 92 %) в 2002 году, 1 в 2010.